# Sharon Gless
Sharon Marguerite Gless, född 31 maj 1943 i Los Angeles i Kalifornien, är en amerikansk skådespelare. Gless är känd för rollen som polisen Christine Cagney i kriminalserien Cagney och Lacey (1982–1988). 
Sharon Gless har även medverkat i TV-serier som Kampen om Colorado, Krona eller klave, McCloud, Rockford tar över, Kojak, Vem dömer Amy?, Burn Notice och Queer as Folk.
Åren 1994–1996 medverkade hon dessutom i fyra TV-filmer om Cagney och Lacey.

## Filmografi i urval
- 1972–1976 – Marcus Welby, M.D. (TV-serie) (21 avsnitt)
- 1972 – McCloud (TV-serie) (avsnittet "The New Mexican Connection")
- 1974 – Katastroflarm
- 1974 – Rockford tar över (TV-serie) (avsnittet "This Case Is Closed")
- 1975–1978 – Krona eller klave (TV-serie) (71 avsnitt)
- 1976 – Kojak (TV-serie) (avsnittet "Law Dance")
- 1978 – Crash (TV-film)
- 1979 – Kampen om Colorado (TV-serie) (fem avsnitt)
- 1982 – House Calls (TV-serie) (15 avsnitt)
- 1982–1988 – Cagney och Lacey (TV-serie) (119 avsnitt)
- 1983 – Den inre cirkeln
- 1990–1992 – The Trials of Rosie O'Neill (TV-serie) (26 avsnitt)
- 2000–2005 – Queer as Folk (TV-serie) (79 avsnitt)
- 2003 – Vem dömer Amy? (TV-serie) (avsnittet "Maxine Interrupted")
- 2008–2009 – Nip/Tuck (TV-serie) (fem avsnitt)
- 2007–2013 – Burn Notice (TV-serie) (111 avsnitt)
- 2010 – Once Fallen